# Declana scabra
Declana scabra là một loài bướm đêm trong họ Geometridae.